# 학술진
학술진(academic staff)은 북미에서 쓰이는 교수진(faculty)이나 영국, 호주, 뉴질랜드에서 쓰이는 학자(academics)로 불리는 용어로, 학교(school), 칼리지(college), 대학교(university) 또는 연구 기관의 교사나 연구진을 설명하는 모호한 용어이다.

## 같이 보기
- 학부생
- 청소율
- 학부(faculty)